# Pico Paraná
Pico Paraná es la montaña más alta del estado brasileño de Paraná y en todo el sur de Brasil. Se compone de granito y gneis. Fue descubierto por el explorador alemán Reinhard Maack. Él también hizo la primera ascensión de la montaña, junto con Rudolf Stamm y Mysing Alfred. La altura oficial fue obtenida en 1992 por tres equipos de la Universidad Federal de Paraná, utilizando el Sistema de Posicionamiento Global.